# Währing

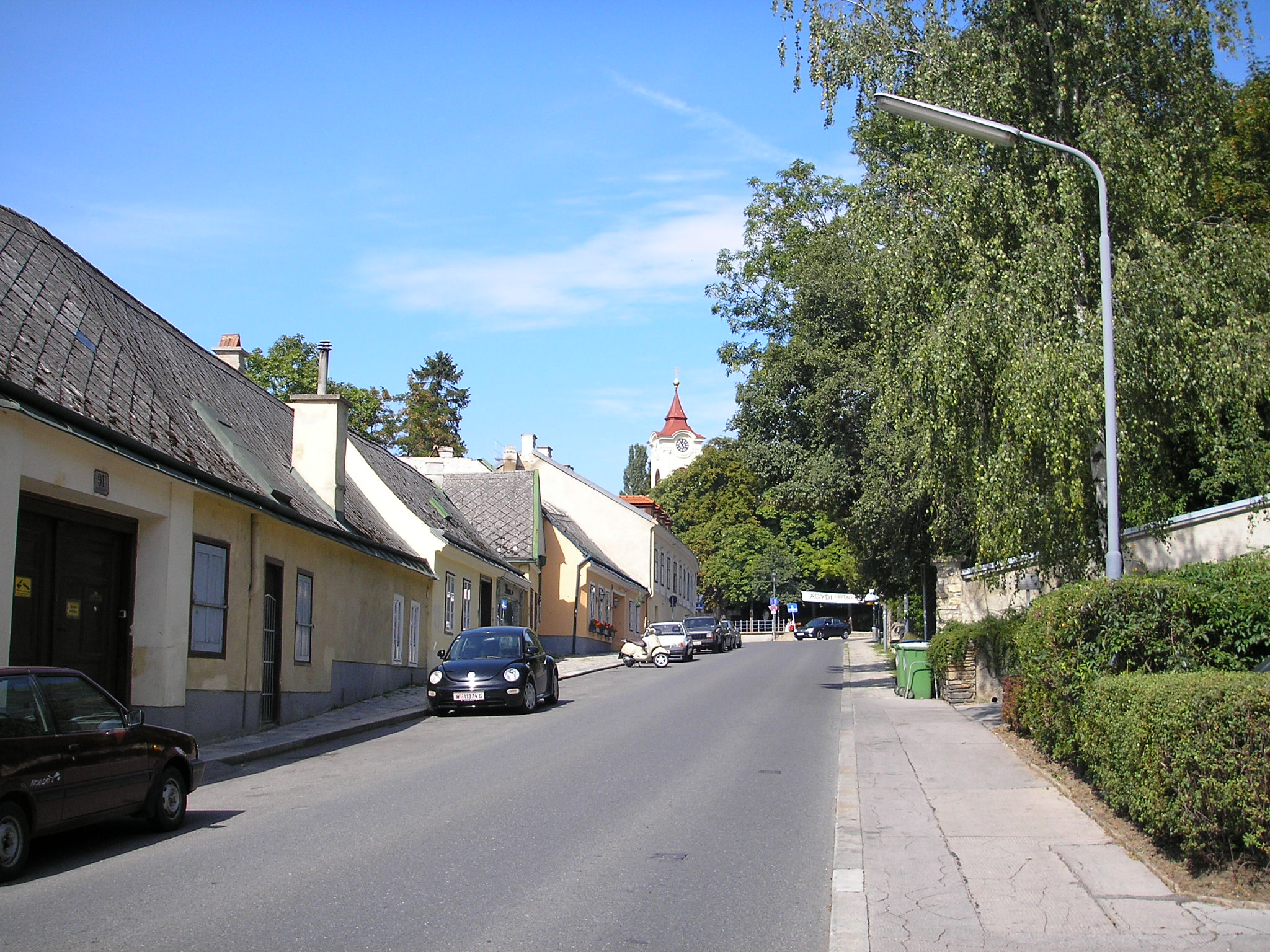
Centre de la vieille ville de Pötzleinsdorf.

Währing est le dix-huitième arrondissement de Vienne.

## Origine
Il tire son nom du slave varica, qui signifie "source chaude".

## Attractions
- Parc du château de Pötzleinsdorf (35 hectares), parc historique
- Observatoire astronomique de Vienne (1879) et parc de l'Observatoire
- Türkenschanzpark, jardin public (1888)
- Église Luther (1898) de style néo-gothique
- Cimetière juif de Währing

## Divers
La dénomination de l'astéroïde (226) Weringia a pour origine le nom de cet arrondissement.